# Андрей Воронцевич
Андрей Воронцевич е руски баскетболист, играещ като тежко крило за УНИКС и руския национален отбор. Висок е 207 см, тежи 107 кг.

## Кариера
Започва кариерата си в Локомотив (Новосибирск). През 2006 г. преминава в ЦСКА Москва. От 2008 г. Андрей е национал на Русия. Участва в баскетболния турнир на Олимпиадата през 2008, Евробаскет 2009, Мондиал 2010, Евробаскет 2011, 2015 и 2017 и на Световното първенство през 2019 г. През 2011 г. става европейски бронзов медалист в състава на „Сборная“ и играе в мача на звездите на ПБЛ.
През сезон 2014/15 Воронцевич става неизменен титуляр, поради контузията на капитана Виктор Хряпа. Андрей става MVP на плейофите на Обединена ВТБ лига и е избран за най-добър дефанзивен играч в лигата за сезона. След като Хряпа напуска ЦСКА, Воронцевич става капитан на отбора.
Има 13 титли на Русия и 2 национални купи с ЦСКА, а също така е печелил Обединената ВТБ Лига 9 пъти и Евролигата 3 пъти.
През лятото на 2020 г. напуска ЦСКА Москва. От март 2021 г. е част от БК Нижни Новгород. След кратък престой там преминава в УНИКС.